# Alexander von Linsingen
Alexander Adolf August Karl von Linsingen (10 tháng 2 năm 1850 – 5 tháng 6 năm 1935) là một chỉ huy quân sự của Đức, làm đến cấp Thượng tướng. Ông đã từng tham gia trong cuộc Chiến tranh Pháp-Đức (1870 – 1871). Linsingen là người được Erich von Falkenhayn bảo hộ và cũng giống như quan thầy của mình, ông được xem là một tướng lĩnh tài năng. Sau một thời gian tham chiến ở Mặt trận phía Tây, ông tham gia chỉ huy quân đội Đức trên Mặt trận phía Đông trong phần lớn cuộc Chiến tranh thế giới thứ nhất (1914 – 1918). Sau khi giành nhiều thắng lợi trong chiến cuộc năm 1915, ông đã chặn đứng cuộc tổng tấn công của quân đội Nga vào năm 1916.

## Tiểu sử
Alexander von Linsingen sinh ra ngày 10 tháng 2 năm 1850 tại Hildesheim, Vương quốc Hanover. Vào năm 1868, ông nhập ngũ trong quân đội Phổ và vào ngày 14 tháng 10 năm 1869, ông được phong cấp bậc Thiếu úy. Ông đã tham gia cuộc Chiến tranh Pháp-Đức (1870 – 1871) và được tặng thưởng Huân chương Thập tự Sắt trong cuộc chiến tranh này. Vào ngày 27 tháng 9 năm 1877, ông lên quân hàm Trung úy và vào ngày 21 tháng 11 năm 1882, ông được thăng cấp Đại úy. Vào năm 1889, ông lên cấp Thiếu tá và được bổ nhiệm làm chỉ huy của một tiểu đoàn tại Lübeck. Vào ngày 18 tháng 6 năm 1895, ông lên quân hàm Thượng tá và đồng thời được ủy nhiệm vào bộ tham mưu của Trung đoàn Phóng lựu "Vua Friedrich Wilhelm IV" (Pommern số 1) số 2 ở Stettin.
Vào ngày 18 tháng 11 năm 1897, ông được thăng quân hàm Đại tá và được bổ nhiệm làm Tư lệnh của Trung đoàn Phóng lựu "Vua Friedrich Đại Đế" (Đông Phổ số 3) số 4 ở Rastenburg. Vào ngày 16 tháng 6 năm 1901, ông lên quân hàm Thiếu tướng và được giao quyền Tư lệnh Lữ đoàn Bộ binh số 81 ở Lübeck. Đến ngày 22 tháng 4 năm 1905, ông được thăng cấp Trung tướng và được giao quyền Tư lệnh của Sư đoàn Bộ binh số 27 tại Ulm. Ngày 1 tháng 9 năm 1909, ông lên quân hàm Thượng tướng Bộ binh, và nhận quyền Tư lệnh Quân đoàn II tại Stettin. Sự bảo hộ của Erich von Falkenhayn (về sau là Tổng tham mưu trưởng quân đội Đức) đối với ông đã góp phần khiến cho Linsingen có được một sự nghiệp quân sự thành công trước Đại chiến. Ông tiếp tục giữ chức vụ này khi cuộc Chiến tranh thế giới thứ nhất bùng nổ vào năm 1914 và chỉ huy quân đoàn của mình trong trận sông Marne lần thứ nhất. Linsingen là một trong số ít những tướng lĩnh Đức chưa từng phục vụ trong Bộ Tổng tham mưu, nhưng luôn luôn chỉ huy quân đội. Vào cuối năm 1914, Linsingen, người chỉ huy Quân đoàn II thuộc Tập đoàn quân số 6 của Đức dưới quyền Thái tử Rupprecht của Bayern, được bổ nhiệm làm Tư lệnh của một cụm quân Đức và tiến hành cuộc tấn công cuối cùng vào Ypres trong trận Ypres lần thứ nhất. Quân Đức đã không thể chọc thủng chiến tuyến của phe Hiệp ước. Về sau, Linsingen được chuyển sang Mặt trận phía Đông, phục vụ trong Tập đoàn quân số 10 mới thành lập dưới quyền tướng Hermann von Eichhorn.
Vài tháng sau, vào ngày 11 tháng 1 năm 1915, ông được bổ nhiệm làm Tư lệnh Tập đoàn quân phía Nam (Süd-Armee) bao gồm các lực lượng Đức và Áo-Hung ở dãy núi Karpat. Tại Galicia vào cuối tháng 5, ông đập tan quân phòng ngự của Nga trong trận Stryi, bắt sống đến 6 vạn quân Nga. Ông được tặng thưởng Huân chương Quân công vào ngày 14 tháng 5 năm 1915 và tiếp theo đó ông trao tặng Lá sồi vào ngày 3 tháng 7 năm 1915. Vào ngày 6 tháng 7 năm 1915, ông được ủy nhiệm làm Tư lệnh Tập đoàn quân Bug (Bug-Armee) mới được hình thành từ một bộ phận tách khỏi tập đoàn quân của tướng August von Mackensen. Vào mùa hè năm 1915, ông thiết lập quyền kiểm soát của Đức tại đầm lầy Pinsk và người Đức chiếm giữ khu vực này cho tới tháng 3 năm 1915.
Vào tháng 9 năm 1915, Linsingen nhậm chức Tư lệnh của Cụm tập đoàn quân Linsingen, bao gồm Tập đoàn quân số 11 của Đức và Tập đoàn quân số 4 của Áo-Hung, đánh chiếm lãnh thổ phía Nam của Ba Lan. Tuy nhiên, những thắng lợi của ông kết thúc với cuộc tổng tấn công của Brusilov do Nga phát động vào tháng 6 năm 1916. Cuộc tấn công dữ dội này đã gây cho cánh quân phía nam của Tập đoàn quân số 4 của Áo-Hung những thiệt hại nặng nề. Tuy nhiên, Linsingen vẫn điềm tĩnh và với nỗ lực to lớn của mình, ông đã vãn hồi phần nào tình thế: các lực lượng của Đức xa về phía nam đã chặn đứng được quân Nga trong trận Kowel. Kể từ đây, khu vực của Linsingen trên mặt trận trở nên khá tĩnh lặng. Đến tháng 3 năm 1918, Linsingen chỉ huy quân Đức tiến vào Ukraina. Sau khi Hòa ước Brest-Litovsk vào tháng 3 chấm dứt cuộc chiến trên Mặt trận phía Đông, Cụm tập đoàn quân Linsingen được giải thể. Ông trở về nước và được thăng quân hàm Thượng tướng Bộ binh vào tháng 4 năm 1918.
Đến tháng 6 năm 1918, ông được bổ nhiệm làm Tổng chỉ huy quân đội ở Mark, nói cách khác là tỉnh Brandenburg bao gồm cả kinh thành Berlin. Trên cương vị này, ông đã tiến hành bố trí các lực lượng quân sự ở Berlin và các đồn binh lân cận nhằm gìn giữ trật tự. Trước làn sóng cách mạng, ông và các sĩ quan dưới quyền đã duy trì được sự thống trị của mình. Vào ngày 9 tháng 11, binh lính đứng về phía cách mạng, và chế độ quân chủ ở Đức đã bị lật đổ. Cùng ngày hôm đó (hai ngày trước khi Hiệp định đình chiến được ký kết), biết không thể cứu vãn tình hình, ông đã từ chức. Ông từ trần ở Hanover vào ngày 5 tháng 6 năm 1935.

## Phong tặng
- Huân chương Thập tự Sắt (1870) hạng nhì [9]
- Huân chương Vương miện hạng hai với Ngôi sao [9]
- Hiệp sĩ Công lý Huân chương Johann [9]
- Giải thưởng Phục vụ của Phổ [9]
- Chỉ huy hạng hai Huân chương Albrecht Gấu [9]
- Thập tự Hiệp sĩ hạng hai Huân chương Zähringer Löwen với Lá sồi [9]
- Huân chương Chiến công hạng hai với Ngôi sao hạng nhì của Bayern [9]
- Đại Thập tự của Huân chương Dòng họ Wendischen với Vương miện Vàng [9]
- Đại Thập tự Chỉ huy của Huân chương Greifen [9]
- Đại Thập tự của Huân chương Friedrich [9]
- Đại Thập tự của Huân chương Bảo kiếm [9]
- Huân chương Thập tự Sắt (1914) hạng nhất
- Huân chương Quân công với Lá sồi
  - Huân chương Quân công ngày 14 tháng 5 năm 1915
  - Lá sồi ngày 3 tháng 7 năm 1915
- Huân chương Đại bàng Đen ngày 27 tháng 1 năm 1917
- Đại Thập tự của Huân chương Đại bàng Đỏ với Bảo kiếm ngày 27 tháng 1 năm 1917